# Laksa
La laksa (in cinese: 叻沙S, lè shāP) è una zuppa a base di pasta lunga orientale che ha avuto origine nelle zone costiere del Sud-est asiatico ed è diventata una delle pietanze più diffuse e amate in Indonesia, Singapore e soprattutto in Malesia, dove è considerata il piatto nazionale. Ha subito l'influenza di diverse cucine regionali che ha portato alla creazione di svariate versioni differenti tra loro per gusto e ingredienti. In alcune varianti, come nella Laksam del Kelantan e del Terengganu, al posto del brodo si utilizza una densa salsa gravy. Si trovano versioni di laksa anche in Thailandia del Sud e in Laos, dove viene chiamata khao pun.
Si ritiene che la laksa sia stata diffusa dalla cucina nonya dei peranakan (discendenti dei mercanti cinesi insediatisi nel Sud-est asiatico nel XVI secolo), che intesero coniugare la tradizione culinaria cinese con i sapori locali come la crema di cocco e con quelli piccanti portati dai mercanti indiani.
Tra le versioni più famose vi sono l'aspra zuppa asam laksa (o assam laksa) a base di tamarindo – inserita nel 2011 dalla piattaforma online CNNgo della CNN al 7º posto fra i 50 cibi più deliziosi al mondo – e la cremosa zuppa laksa lemak (letteralmente laksa grassa nota anche come laksa  al curry), la cui variante ai gamberetti è stata presentata da Huffington Post nel 2012 al 7º posto fra i 10 cibi da provare prima di morire.

## Origine del nome
Lo storico francese Denys Lombard, sinologo esperto di storia marittima dell'Asia, sostiene nel suo libro Le carrefour Javanais. Essai d'histoire globale II che una delle prime testimonianze della parola laksa si trovi nell'iscrizione giavanese di Biluluk risalente al 1391 nel periodo di Majapahit, nella quale viene citata la parola hanglaksa che in giavanese antico significa "creatore di pasta lunga e fine" (simile agli odierni fedelini). Ci sono diverse altre teorie sulle origini del termine, tra cui quella riportata da National Geographic secondo cui deriva dalla parola utilizzata in lingua persiana antica per descrivere la pasta lunga orientale. Vi sono inoltre le ipotesi secondo cui il termine laksa, che in sanscrito significa "centomila", sia riferito alla quantità di fedelini impiegati, o che derivi dal termine delle lingue min 辣沙S, lā shāP, i cui ideogrammi 辣 e 沙 significano rispettivamente piccante e granuloso o sabbioso (riferito alla consistenza dei suoi ingredienti tritati e alla crema di cocco cagliata), poiché il peranakan malese è una lingua creola derivante dai dialetti hokkien che rientrano tra le lingue min.

## Storia
Le innumerevoli versioni di laksa presenti nella varie regioni dove si è diffusa rendono impossibile indicare il luogo preciso della sua origine. Oltre alle ipotesi derivanti dall'iscrizione del 1395 citata da Denys Lombard, si ritiene che le varie ricette di laksa siano state create lungo i canali commerciali marittimi del Sud-est asiatico, sulle cui coste si trovano Singapore, Penang, Medan, Malacca, Palembang e Batavia (l'odierna Giakarta), che furono i principali porti della regione lungo la storica "via delle spezie". Gli intensi scambi commerciali tra queste città portuali consentirono la condivisione di idee e ricette.
Una teoria fa risalire le origini del piatto alle spedizioni navali promosse dalla dinastia Ming nella prima metà del XV secolo guidate da Zheng He, la cui flotta navigò nel Sud-est asiatico. Mercanti cinesi d'oltremare si stabilirono in varie zone della regione già prima delle spedizioni di Zheng He, ma fu in seguito che aumentarono in modo significativo. I viaggi marittimi cinesi erano intrapresi da uomini che una volta giunti nell'arcipelago malese sposarono donne locali dando vita alle comunità di razza mista note come peranakan o dei cinesi dello Stretto. Queste donne, a quel tempo chiamate nyonya, iniziarono a integrare spezie locali e latte di cocco nella zuppa di pasta cinese servita ai mariti. Si venne a creare la cultura ibrida cinese-locale (malese o giavanese) nota come cultura peranakan e la cucina nyonya, detta anche cucina peranakan.
Si ritiene che la prima laksa nei territori dell'odierna Malaysia sia stata introdotta a Malacca dai cinesi peranakan malesi, i quali in seguito la diffusero anche nel quartiere di Katong a Singapore. In Indonesia si ipotizza che il piatto sia nato dall'interazione fra le culture e le tradizioni gastronomiche della popolazione locale e quelle degli immigrati cinesi. Vi fu quindi in tutta la regione un miscuglio tra la gastronomia dei cinesi peranakan con quelle di svariate realtà cittadine-regionali, che portarono alla creazione di differenti ricette di laksa a seconda dei gusti della popolazione locale.
Nel 2009, il ministro malese del Turismo Ng Yen Yen dichiarò pubblicamente che la laksa e altri popolari piatti tipici degli immigrati cinesi nel Sud-est asiatico come il riso con pollo all'hainanese e il bak kut teh sono da considerare pietanze malesi, e che altri Paesi ne reclamano la paternità ma li hanno importati dalla Malaysia, sollevando malumore e proteste nelle vicine Singapore e Indonesia. In seguito, il ministro fece sapere che le sue dichiarazioni erano state male interpretate e si scusò, annunciando che avrebbe promosso un'indagine per stabilire la paternità dei piatti.

## Ingredienti

### Pasta
Viene utilizzata pasta lunga, in genere a sezione tonda e fatta con il riso, che può avere diversi spessori. La pasta nyonya è di solito più spessa, simile agli udon giapponesi o ai bún vietnamiti. Nel nord della Malesia si usano soprattutto i fedelini, sempre di riso, ma a Johor si preferisce pasta di riso con lo spessore degli spaghetti. Viene in alcune ricette usata la pasta all'uovo, come nel caso dei curry mee, dove si mischiano fedelini di riso con pasta all'uovo.

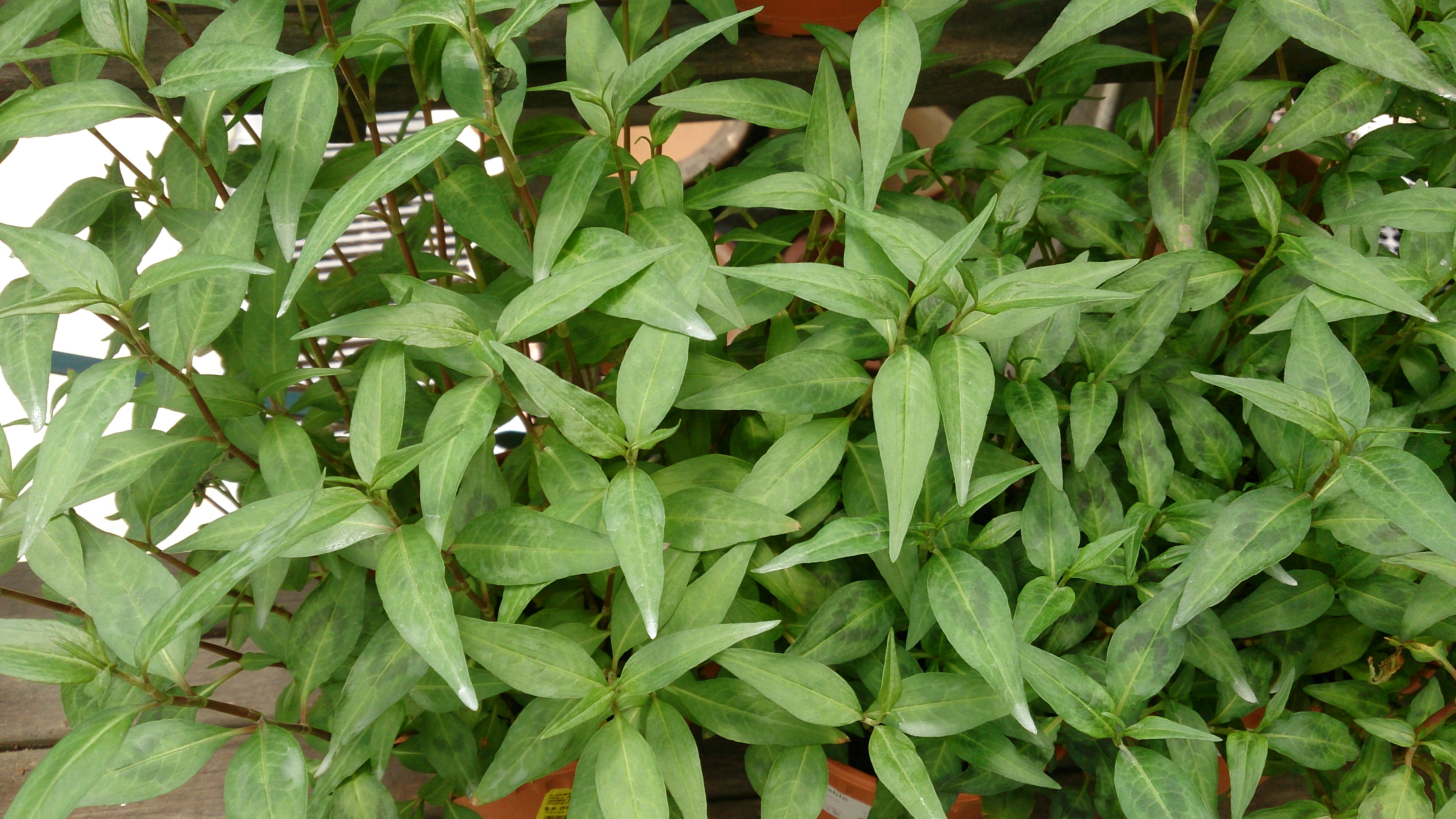
Persicaria odorata, nota anche come coriandolo vietnamita, le sue foglie sono chiamate foglie di laksa e sono tra le spezie più caratteristiche del piatto

### Brodo
Di solito si usa il brodo di sgombro per la aspra laksa asam al tamarindo e quello di pollo per la laksa lemak al curry e crema di cocco. In Malesia e a Singapore vengono talvolta aggiunte al brodo di pollo le teste e i gusci di grandi gamberi freschi, che aggiungono sapore e rendono più dolce e gelatinoso il brodo. È sempre più rara l'aggiunta di crema di cocco fatta in casa, e si preferisce utilizzare la meno impegnativa crema di cocco in lattina. Il brodo impiegato copre di solito a malapena gli altri ingredienti, in alcuni casi se ne aggiunge meno e con maggiore densità a formare una salsa gravy.

### Spezie
La pasta di curry, detta rempah, viene di solito fatta con gli ingredienti classici come la galanga e la curcuma e tra gli ingredienti opzionali adottati vi sono gamberi secchi, noci delle Molucche o citronella. Gli ingredienti che la compongono vengono pestati in un mortaio o frullati e cotti a lungo. Si scelgono peperoncini lunghi e rugosi, secchi o freschi, mentre il tamarindo è essenziale per l'asam laksa,  originaria di Penang. In mancanza del fondamentale coriandolo vietnamita (persicaria odorata), si può sostituirlo con coriandolo fresco e menta fresca. L'aggiunta al rempah della pasta di gamberetti fermentata (belacan) conferisce al piatto un sapore più intenso.

## Varianti

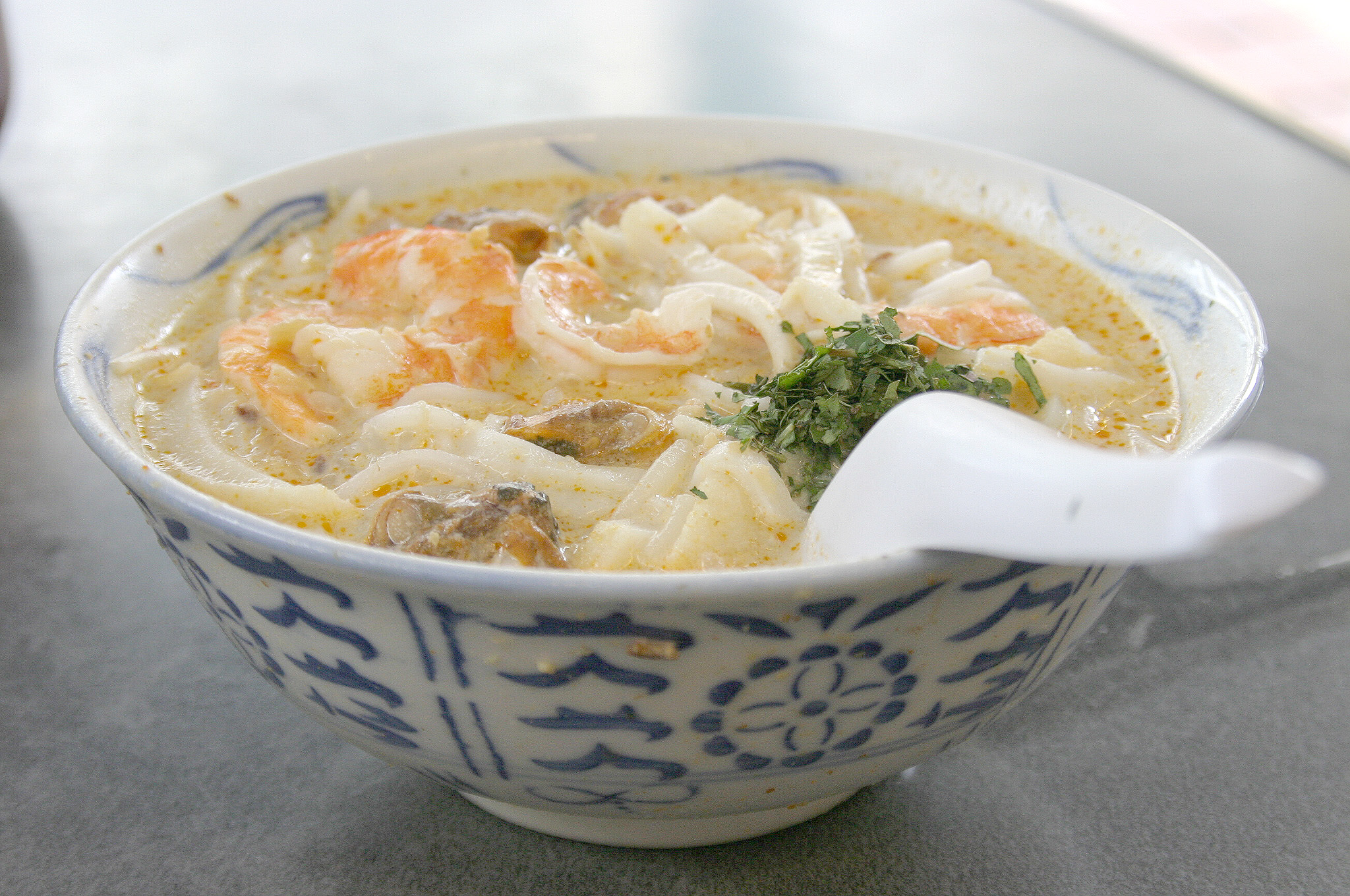
Laksa Katong di Singapore

### Singapore
- Laksa Katong, creata nel quartiere Katong di Singapore, è composta da un brodo denso e piccante di gamberi arricchito da crema di cocco e uno speciale pesto di gamberi secchi e spezie varie. La pasta è spessa, viene tagliata in piccoli pezzi e si mangia con il cucchiaio. Tra gli ingredienti vi sono gamberetti, crocchette di pesce, vongole, tofu, polpette di pesce, salsa sambal piccante e coriandolo.[17]
- Laksa Siglap, originaria del quartiere di Siglap, assomiglia alla laksa Johor ma è fatta con pasta orientale anziché con spaghetti. Viene servita con cetriolo, germogli di soia e sambal.[18]

### Indonesia

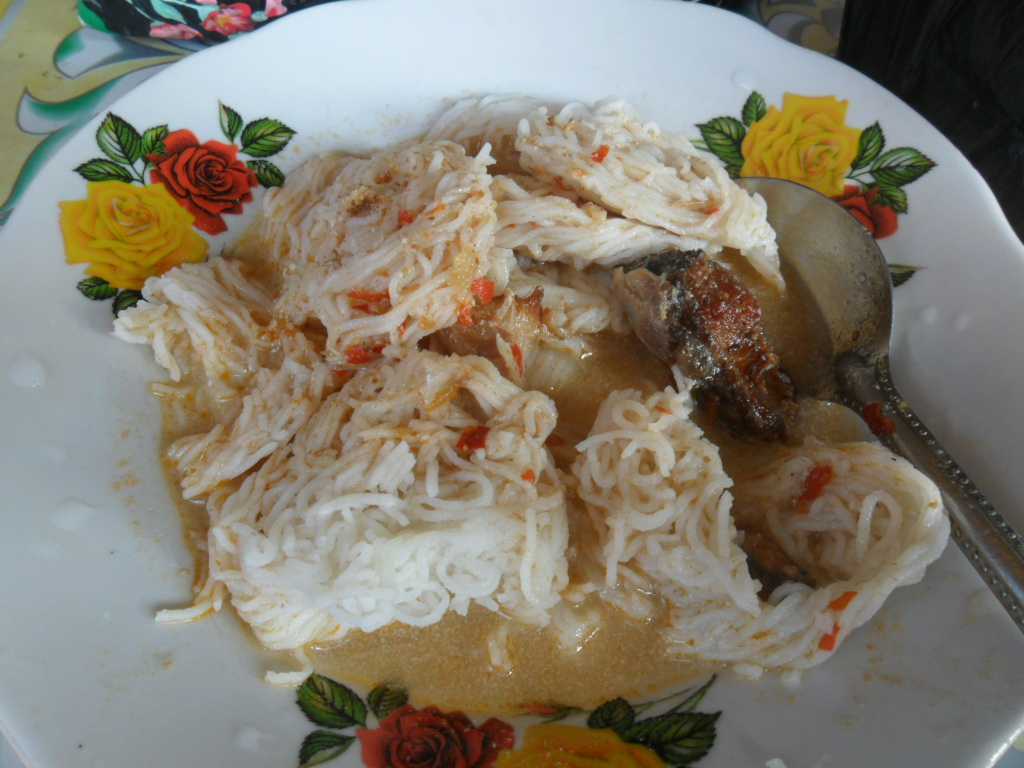
Laksa Banjar di Banjarmasin

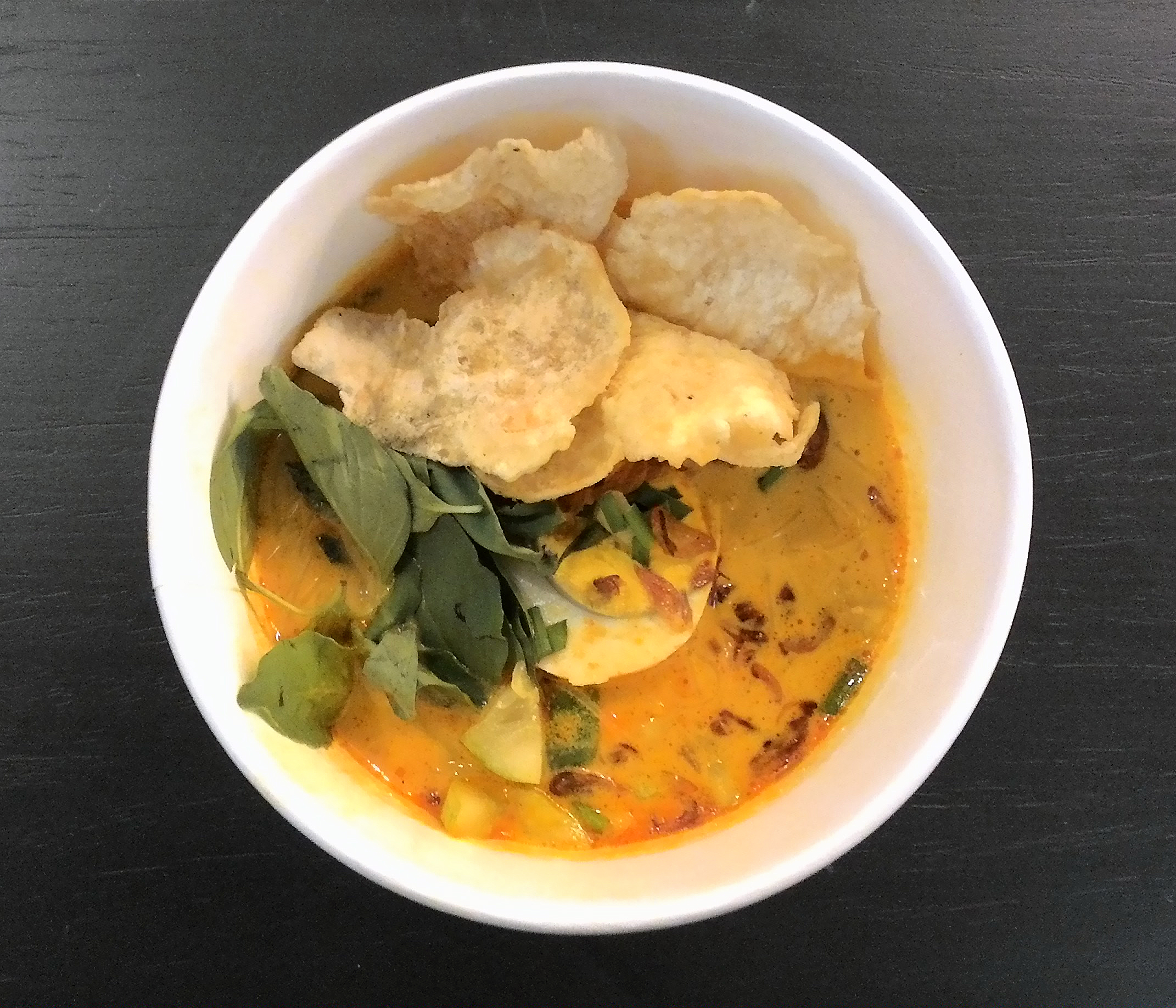
Laksa Betawi con le nuvole di drago indonesiane emping.

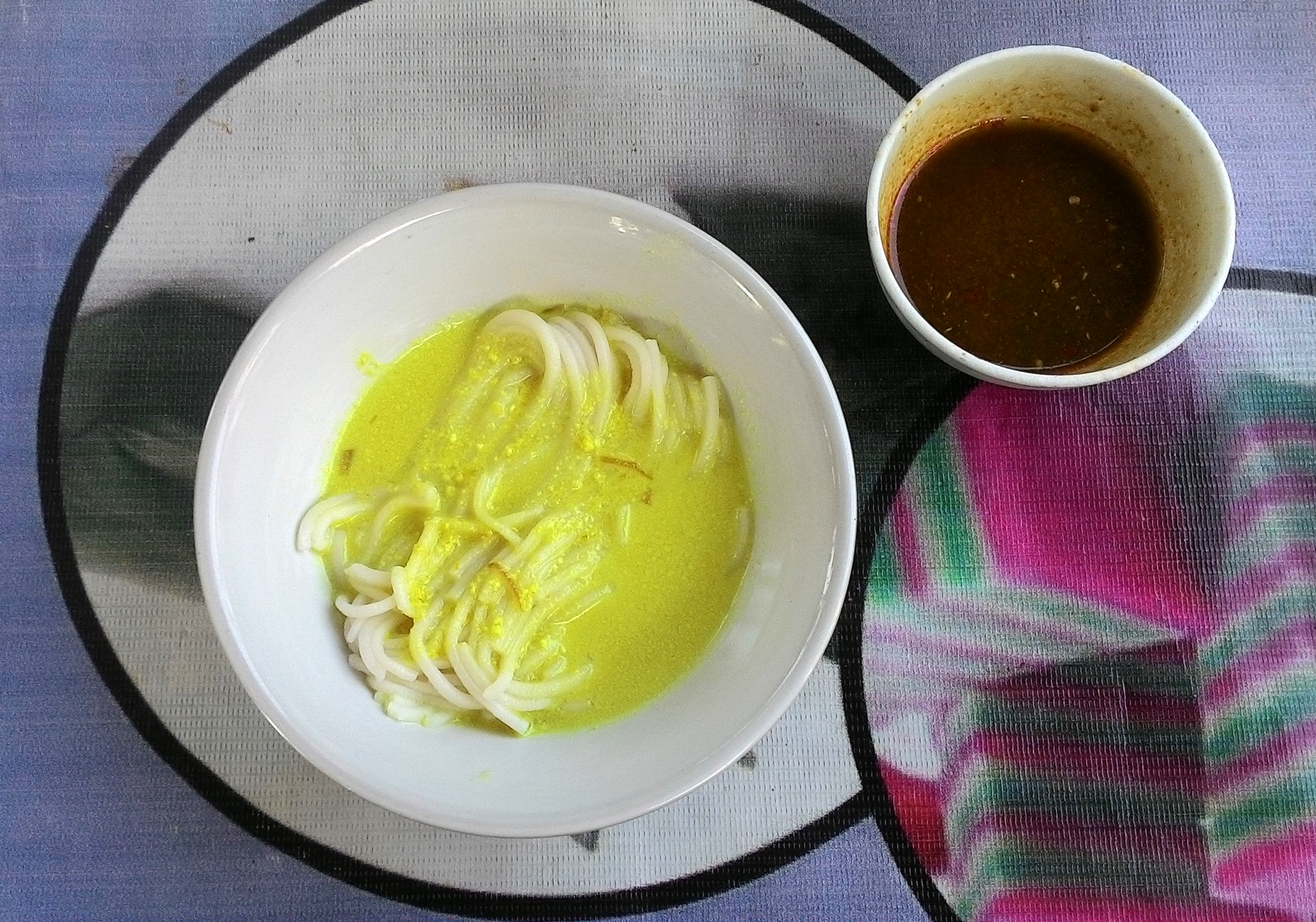
Lakso di Palembang

- Laksa Banjar è una variante di Banjarmasin che presenta tra gli ingredienti il pesce noto come testa di serpente, con cui viene fatto anche il brodo. Differisce dalla lakso Palembang – che viene cucinata con pasta lunga di riso a sezione normale o molto fine – per l'utilizzo di palle fatte con farina di riso cotte in un denso brodo giallo di pesce a base di crema di cocco e di un pesto di spezie. Opzionali sono lo scalogno fritto (bawang goreng) e uovo d'anatra sodo.[19]
- Laksa Bogor (Laksa Bogor) viene da Bogor ed è una delle più popolari laka indonesiane. Il denso brodo giallo con crema di cocco contiene scalogno, aglio, noce delle Molucche, curcuma, coriandolo, citronella e le polpette oncom fatte con un mix di fagioli fermentati, funghi vari e polpa di soia, che conferiscono il gusto speciale di questo piatto. Viene accompagnata dalle polpette di riso ketupat e da peperoncino pestato sottaceto (sambal cuka).[20][21]
- Laksa Betawi è una variante di Giacarta ed è simile alla laksa della vicina Bogor. Viene servita con del basilico, erba cipollina, fedelini di riso e le polpettine perkedel. Il denso brodo giallo alla crema di cocco contiene gamberetti secchi.[22][23]
- Laksa Cibinong viene da Cibinong, una città tra Bogor e Giacarta; è simile alla laksa Bogor ma non contiene le polpette oncom. La zuppa contiene la crema di cocco, un mix di spezie, germogli di soia, fedelini di riso, uova sode, pollo tritato, scalogno fritto e foglie di basilico-limone indonesiano.[24]
- Lakse Kuah è una specialità dell'isola di Natuna simile alla laksa Kuah Merah Terengganu. La pasta, fatta con il sago e polpa di sgombro schiacciato, viene servita con una salsa gravy alla crema di cocco e diverse spezie, pasta di gamberetti al peperoncino e foglie di alloro.[25]
- Laksa Tambelan, tipica delle isole Tambelan, utilizza scaglie saltate di sgombro affumicato al posto del pesce fresco e pasta di sago. Al brodo piccante viene aggiunta la pasta di cocco grattato e saltato detta kerisik.[26]
- Laksa Tangerang si cucina a Tangerang e i suoi principali ingredienti sono brodo di pollo, fagioli mungo, patate ed erba cipollina. La pasta viene fatta in casa con farina di riso bianco bollito e al posto del brodo si utilizza una salsa gravy simile a quella della Bogor laksa, non troppo densa né acquosa. L'aggiunta di cocco grattugiato e fagiolini conferisce un sapore dolce.[13][27]
- Laksan Palembang è tipica di Palembang, presenta fettine di polpette di pesce e di scalogno fritto in un brodo a base di crema di cocco e gamberi.[28]
- Palembang Celimpungan a sua volta proviene da Palembang, il brodo è simile a quello della laksan ma le polpette di pesce sono intere, a forma rotonda o ovale.[29]
- Burgo Palembang è una variante di laksa di Palembang. Il burgo è la speciale pasta di riso e sago che ha la forma di una fine omelette. Il brodo bianco è fatto con crema di cocco e spezie. Viene di solito servita con salsa di pesce, uova sode e cipolle fritte.[29]
- Lakso Palembang, un'altra laksa di Palembang. A differenza della laksan, la sua pasta è lunga e viene fatta con il sago, mentre il brodo di crema di cocco è simile a quello del burgo ma con la sola aggiunta di curcuma e scalogno fritto.[30]

### Malaysia

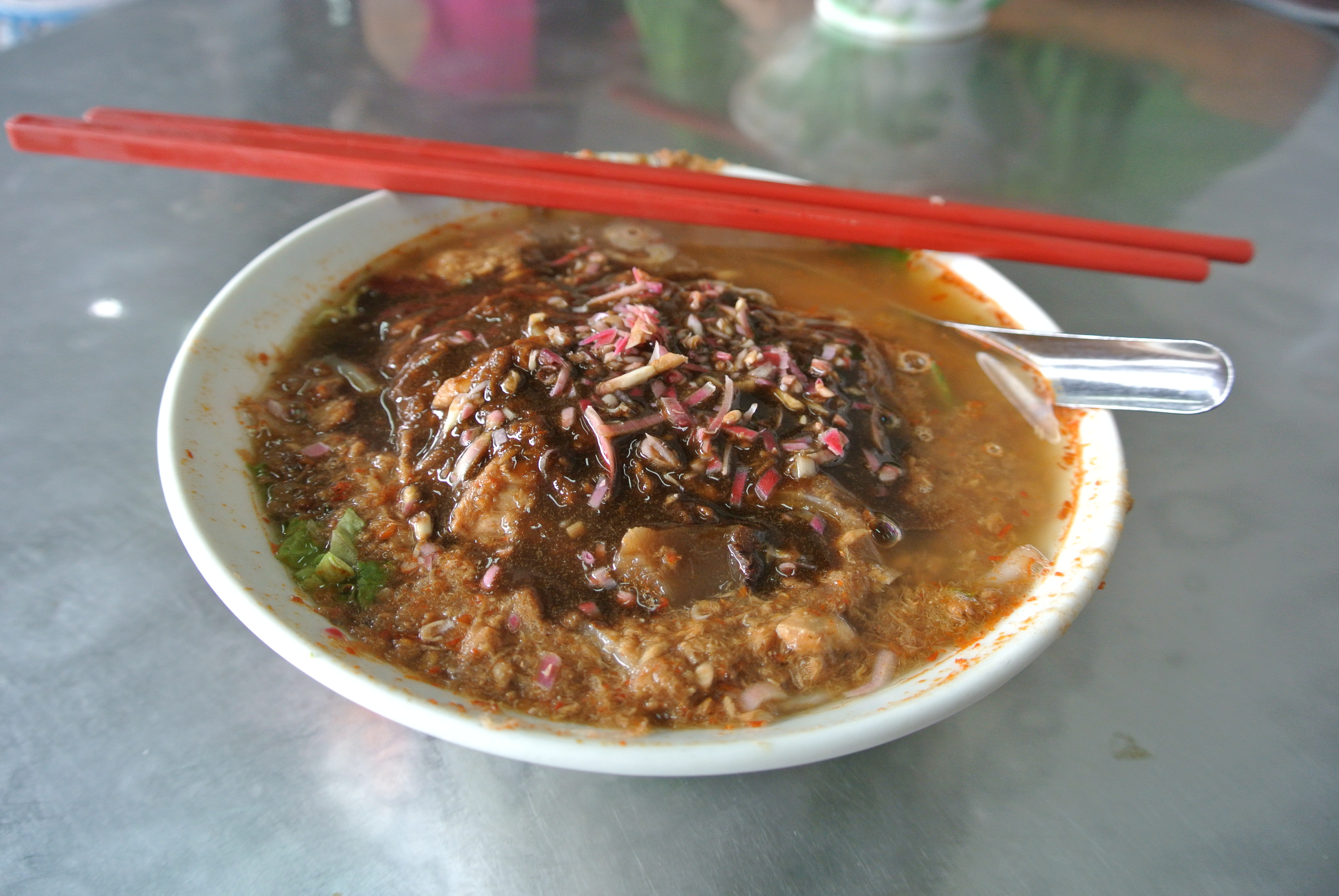
Una ciotola di laksa Penang Laksa nel sobborgo di Air Itam.

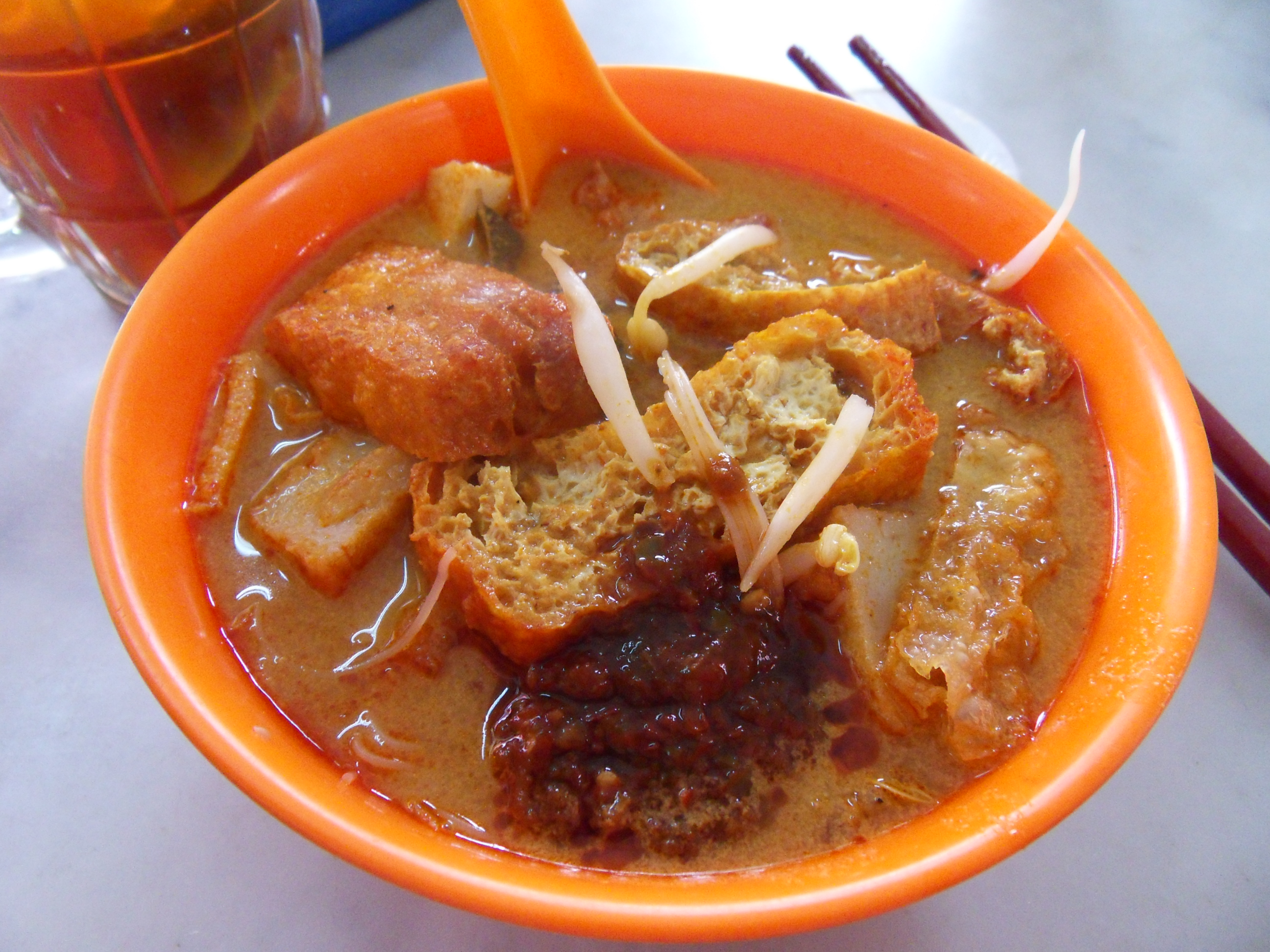
Tipica curry laksa a Kuala Lumpur

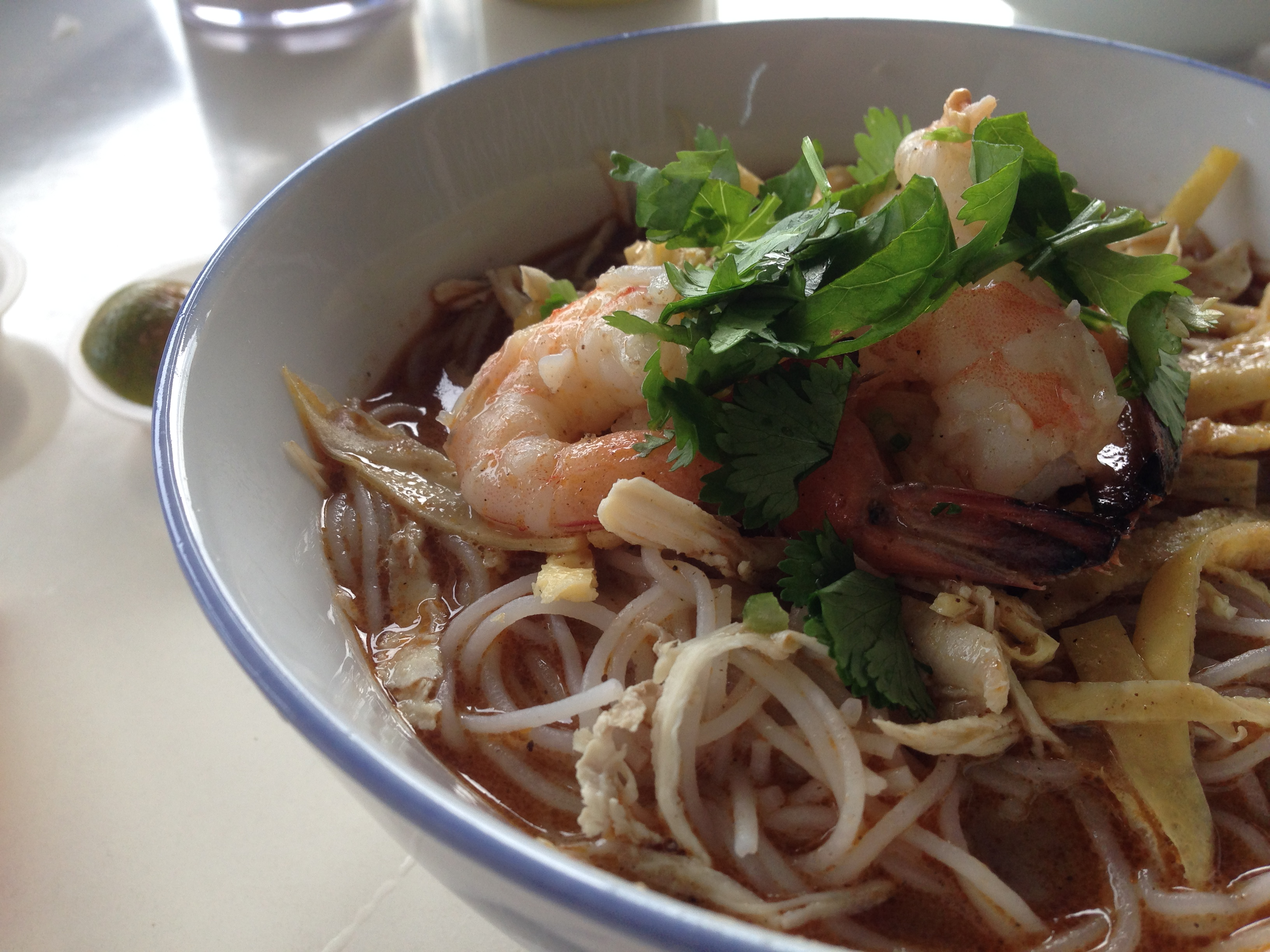
Laksa Sarawak, specialità di Kuching.

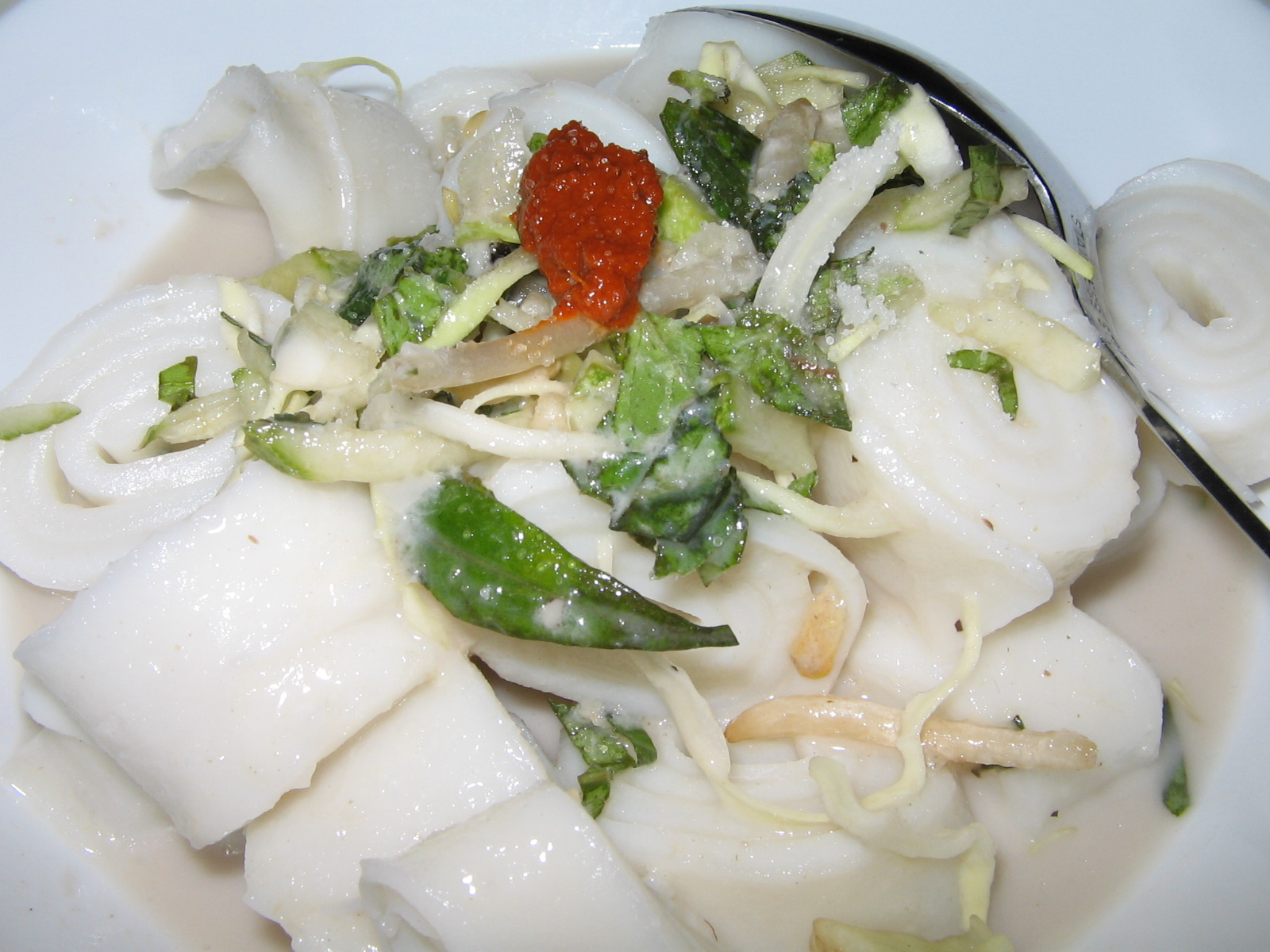
Laksam, variante diffusa negli Stati malesi nordorientali e nella Thailandia del Sud.

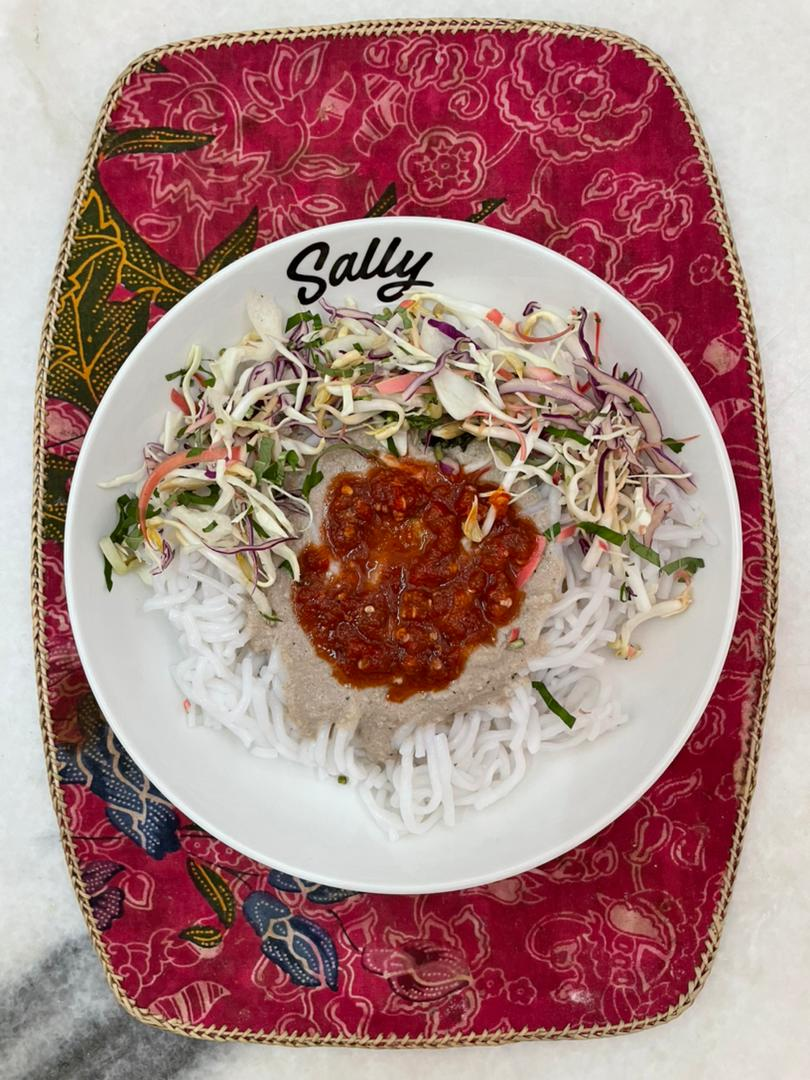
Laksa Kelantan, tipica della cucina kelantanese.

- Laksa Penang, nota come Asam Laksa (laksa aspra) è una specialità dell'isola di Penang. La pasta fresca di riso è di sezione spessa e il brodo a base di sgombro si caratterizza per la presenza del tamarindo, che conferisce il tipico gusto aspro e appetitoso. Il pesce viene sbollentato e tagliato a scaglie. Altri caratteristici ingredienti sono menta, fette di ananas e otak udang, la tipica pasta di gamberetti di questa zona.[31][32]
- Laksa Kedah, piatto di Kedah simile alla laksa Penang, ma con anguilla al posto dello sgombro e con i locali frutti aspri di Garcinia atroviridis al posto del tamarindo. La pasta lunga è di riso affiancata da fette di uovo sodo.[33]
- Laksa Ikan Sekoq, simile alla laksa Kedah cucinata con il pesce intero anziché a scaglie.[34]
- Laksa Teluk Kechai ha gli ingredienti di base della laksa Kedah con l'aggiunta di sambal al cocco.[35]
- Laksa Perlis è molto simile all laksa Kedah con una salsa gravy resa più densa dal mix di sgombro, altro pesce, un po' di zenzero e foglie di coriandolo vietnamita (Persicaria odorata). La quantità di pesce utilizzata per queta laksa è maggiore di quella che si usa per le altre. Come nella laksa Kedah, il brodo è chiaro.[36]
- Laksa Ipoh, tipica della città di Ipoh, è simile alla laksa Penang ma ha un sapore più aspro e meno dolce e contiene pesto di gamberi. Anche gli ingredienti di contorno sono leggermente diversi da quelli della laksa Penang.
- Laksa Kuala Kangsar, detta anche laksa Perak, si prepara con pasta lunga di grano fatta in casa e un brodo leggero. La zuppa che ne risulta è più leggera di quelle delle laksa di Penang e Kedah. Il piatto è molto diverso anche dalla laksa Ipoh come gusto, odore e aspetto.[37]
- Laksa Sarang Burung è sostanzialmente uguale alla laksa Kuala Kangsar con l'aggiunta di uova all'occhio di bue in cima.[38]
- Laksa mi Pangkor, tipica dell'isola di Pangkor e del vicino entroterra a Perak, viene preparata con pasta lunga bianca in una zuppa chiara che può essere fatta con pesce, granchio, seppie o gamberetti fatti bollire assieme a tamarindo secco, mele e sale. Vengono inoltre aggiunte sambal e verdure al salto.[39][40]
- Curry laksa si trova a Selangor e a Kuala Lumpur e i principali ingredienti sono tofu fritto, cardi, i lunghi fagioli-asparago e menta. La pasta è all'uovo, lunga e gialla (mi) oppure molto fine e di riso (bi hoon).[1][41]
- Laksa Sarawak è tipica dello Stato confederato del Sarawak, in Borneo. Si distingue da tutte le altre laksa per lo speciale mix di spezie utilizzate. Si usano fedelini di riso, pollo, tofu fritto, omelette, germogli di fagioli, funghi neri, gamberi, uova sode. Nel brodo si aggiungono sambal con pasta di gamberetti, crema di cocco, succo di tamarindo, aglio, galanga e citronella. Il celebre chef Anthony Bourdain ha definito la laksa Sarawak "colazione degli dei".[42]
- Laksam, nota in Thailandia anche come lasè (in thailandese ละแซ, lasae, pronuncia IPA: /lasɛː/),[43] viene preparata con pasta lunga di riso di sezione molto spessa in una consistente salsa gravy bianca di pesce bollito e crema di cocco. È una specialità degli Stati malesi settentrionali di Kelantan e Terengganu, dove viene mangiata con le mani invece che con le posate, anche per l'estrema consistenza della salsa gravy.[44]
- Laksa Siam presenta gli stessi ingredienti principali della laksa Penang ma è più cremosa e meno piccante per la presenza di crema di cocco e di una varietà di .spezie differenti. Come molte altre laksa al curry e a differenza della laksa Penang, il suo pesto va cotto al salto per aumentare la fragranza delle spezie.[45][46]
- Laksa Johor, tipica dello Stato malese meridionale di Johor, assomiglia alla laksa Penang ma viene preparata con spaghetti e un denso brodo fatto con aringhe chirocentridae (parang), crema di cocco densa, cipolle e spezie. Viene di solito consumata in occasione di feste o occasioni speciali. In passato gli abitanti di Johor la mangiavano con le mani in quanto si riteneva che risultasse più gustosa..[1][47]
- Laksa Kelantan viene dal Kelantan, Stato della Malaysia nord-orientale ed è simile alla laksam, rispetto alla quale ha la pasta meno spessa ma comunque spessa come quella della laksa Penang. Viene servita con foglie di insalata ulam, pasta di gamberetti e un pizzico di sale. È leggermente dolce per la presenza di zucchero di palma.[48]
- Laksa Terengganu Kuah Putih (letteralmente: laksa di Terengganu con salsa bianca), ricetta semplice tipica dello Stato malese di Terengganu, prende il nome dal colore della densa salsa gravy fatta con crema di cocco e acqua calda, di solito senza arrivare a ebollizione. Viene fatta con sgombro bollito e tagliato a pezzettini. Nel brodo trovano posto anche pepe nero e cipolla e viene servita in tavola con insalata cruda ulam e peperoncini vari a parte.[49]
- Laksa Terengganu Kuah Merah (letteralmente: laksa di Terengganu con salsa rossa) assomiglia alla laksa Johor per la densità della salsa, che viene preparata con una pasta di curry al pesce. Anche questa laksa viene servita in tavola con insalata cruda ulam.[50]
- Laksa Pahang, specialità dello Stato malese di Pahang, è simile alla laksa Terengganu Kuah Merah, rispetto alla quale invece del mix di spezie si utilizza pesce salato, coriandolo, finocchio e cumino.[50]
- Laksa Pulau Kuah Lemak (letteralmente: laksa delle isole con salsa grassa) è una specialità delle isole che si trovano al largo delle coste di Johor e del vicino entroterra. Assomiglia alla laksa Terengganu Kuah Putih ma con l'utilizzo di pesce affumicato invece di quello fresco.[51]
- Laksa Kerabu è un'insalata in cui vengono aggiunti elementi di laksa come la Etlingera elatior, cetriolo, menta, ananas, cipolla e peperoncino. È una ricetta tipica dei Peranakan del Terengganu.[52]
- Laksa fritta (in malese: Laksa Goreng) è un adattamento moderno della classica laksa brodosa o in salsa. La pasta viene fritta al salto con salsa di laksa, in modo simile ai tipici noodle fritti malesi e indonesiani mee goreng e bihun goreng.[53]

## Popolarità
Alcune varianti di laksa sono particolarmente popolari in Malaysia, Singapore e Indonesia, e hanno anche ricevuto riconoscimenti a livello internazionale. In un sondaggio pubblicato nel luglio 2011 dalla piattaforma online CNNgo della CNN, la asam laksa di Penang compare al 7º posto tra i 50 piatti più deliziosi al mondo, mentre era al 26º posto in un identico sondaggio pubblicato nel settembre successivo dalla stessa CNNgo su un campione di 35.000 intervistati. In quest'ultimo sondaggio compare anche la tipica laksa di Singapore, classificata al 44º posto. Nel 2018, la laksa di Kuala Lumpur è stata definita il secondo miglior piatto del mondo sulla Ultimate Eat List della Lonely Planet.
In Indonesia la laksa viene considerata per tradizione un comfort food, zuppa calda e piccante, viene preferibilmente consumata nei giorni freddi e piovosi. La sua popolarità nel Paese è offuscata dalla tradizionale soto, un'analoga zuppa che di solito viene preparata con il riso invece della pasta lunga. Nelle famiglie indonesiane la laksa viene spesso cucinata abbinando varianti diverse, e se la tradizionale pasta lunga non è disponibile la si cucina con altra pasta simile, come per esempio gli udon giapponesi.
La laksa con la zuppa al cocco è diventata popolare in Australia, dove è comparsa per la prima volta nei menù dei ristoranti negli anni 1970 ed è diventata negli anni 2010 una delle pietanze australiane di origine straniera più diffuse nel Paese. Il Festival internazionale della laksa è stato inaugurato a Darwin nel novembre 2019.